# کنستانتینوفکا (شهرستان تویمازینسکی، باشقیرستان)
کنستانتینوفکا (انگلیسی: Konstantinovka, Tuymazinsky District, Republic of Bashkortostan) یک شهرک در شهرستان تویمازینسکی استان باشقیرستان کشور روسیه است.